# Unione Sportiva Poggibonsi 1991-1992
Questa voce raccoglie le informazioni riguardanti l'Unione Sportiva Poggibonsi nelle competizioni ufficiali della stagione 1991-1992.

## Rosa
| N. |                   | Ruolo | Calciatore               |  |
| -- | ----------------- | ----- | ------------------------ |  |
|    | Italia (bandiera) | P     | Sebastiano Aprile        |  |
|    | Italia (bandiera) | A     | Claudio Cecchini         |  |
|    | Italia (bandiera) | A     | Fabrizio Ciucarelli      |  |
|    | Italia (bandiera) | D     | Michele Coppola          |  |
|    | Italia (bandiera) | C     | Massimiliano De Girolamo |  |
|    | Italia (bandiera) | C     | Mauro Fabbri             |  |
|    | Italia (bandiera) | D     | Marco Falossi            |  |
|    | Italia (bandiera) | C     | Simone Fortini           |  |
|    | Italia (bandiera) | A     | Alessandro Franchi       |  |
|    | Italia (bandiera) | P     | Gianbattista Ghezzi      |  |
|    | Italia (bandiera) | C     | Rudy Gianneschi          |  |
|    | Italia (bandiera) | D     | Riccardo Giannone        |  |

| N. |                   | Ruolo | Calciatore             |
| -- | ----------------- | ----- | ---------------------- |
|    | Italia (bandiera) | D     | Massimo Indragoli      |
|    | Italia (bandiera) | C     | Alessandro Madocci     |
|    | Italia (bandiera) | C     | Riccardo Malusci (I)   |
|    | Italia (bandiera) | C     | Massimiliano Menchetti |
|    | Italia (bandiera) | D     | Stefano Neri           |
|    | Italia (bandiera) |       | Ostento                |
|    | Italia (bandiera) | C     | Claudio Rastelli       |
|    | Italia (bandiera) | A     | Massimo Russo          |
|    | Italia (bandiera) | C     | Luca Armando Sbrega    |
|    | Italia (bandiera) | D     | Alessandro Scarabelli  |
|    | Italia (bandiera) |       | Solimene               |
|    | Italia (bandiera) | A     | Adelino Zennaro        |